# هكتور فيشر
هكتور فيشر هو لاعب كرة مضرب سويسري، (ولد في Myaungmya ‏ في ميانمار 1901  م).

## وصلات خارجية
- هكتور فيشر على موقع رابطة محترفي التنس (الإنجليزية)
- هكتور فيشر على موقع الاتحاد الدولي لكرة المضرب (الإنجليزية)
- هكتور فيشر على موقع كأس ديفيز (الإنجليزية)
- هكتور فيشر على موقع أرشيف التنس.كوم (الإنجليزية)
- هكتور فيشر على موقع خلاصة التنس.كوم (الإنجليزية)